# 로테 페르베이크
로터 페르베이크(네덜란드어: Lotte Verbeek, 1982년 6월 24일 ~ )는 네덜란드의 배우, 댄서, 모델이다.

## 출연 작품
- 대탈주: 디비전 19 (2017)
- 엔터테인먼트 (2015)
- 라스트 위치 헌터 (2015)
- 아웃랜더 시즌1 (2014)
- 안녕,헤이즐 (2014)
- 보르지아 3 (2013)
- 보르지아 2 (2012)
- 써스펜션 (2012)
- 보르지아 1 (2011)
- 낫씽 퍼스널 (2009)
- 레프트 (2008)